# U Bažantnice
Die U Bažantnice (deutsch: Fasanerie) ist eine bewaldete Anhöhe südlich von Pomezí nad Ohří (deutsch: Mühlbach) in Nordböhmen. Der Gipfel liegt auf 568 m n.m. inmitten der Bučina (deutsch: Buchwald) im tschechischen Teil des Kohlwalds im Fichtelgebirge.

## Geographie
Die U Bažantnice  ist die zweithöchste Erhebung der Bučina. Nördlich des Berges verläuft die II. Klasse-Straße 606 von Cheb (deutsch: Eger) nach Schirnding.
In der geomorphologischen Gliederung des Nachbarlandes Tschechien wird auch das Chebská pahorkatina (deutsch: Egerer Hügelland) dem (Hohen) Fichtelgebirge als Haupteinheit Smrčiny (I3A-1) zugeordnet.

## Geschichte
An der Nordseite verlief in früheren Jahren eine wichtige Straße nach Eger.

## Bauwerke
Auf dem Gipfel der benachbarten Zelená hora stehen ein Sendeturm des tschechischen Rundfunks sowie ein Bismarckturm.

## Karten
- Fritsch Wanderkarte 1:50.000, Blatt 52, Naturpark Fichtelgebirge – Steinwald